# Luigi Caligaris
Luigi Caligaris (Torino, 4 ottobre 1931 – Roma, 17 ottobre 2019) è stato un militare e politico italiano, uno dei fondatori di Forza Italia e parlamentare europeo.

## Biografia
Sottotenente di cavalleria uscito dall'Accademia di Modena nel 1953, frequenta lo Staff College di Camberley nel 1969. Dal 1978 al 1982 è Capo ufficio della Politica militare dello stato maggiore della Difesa.  Nel corso della carriera militare si è distinto per il contributo alle relazioni ed alle strategie militare dell'Italia nella NATO. Promosso Generale di brigata si pone in congedo dall'esercito e inizia l'attività di analista ed editorialista in Politica internazionale e strategie militari.
Il 18 gennaio 1994 con Silvio Berlusconi, Antonio Tajani, Antonio Martino, Mario Valducci e altri è tra i fondatori del Movimento Politico Forza Italia di cui fa parte del comitato di presidenza.
È stato eletto deputato europeo alle elezioni del 1994 per le liste di Forza Italia. È stato vicepresidente della Delegazione alla commissione parlamentare mista UE-Malta; membro della Commissione per gli affari esteri, la sicurezza e la politica di difesa, della Delegazione per le relazioni con i paesi membri dell'ASEAN, il Sud-est asiatico e la Repubblica di Corea, della Commissione per gli affari istituzionali.
Nel gennaio 1997 abbandona Forza Italia e aderisce al Gruppo del Partito Europeo dei Liberali, Democratici e Riformatori in netto contrasto con l'entrata di FI nel PPE, e nel 1998 lascia anche il partito e fonda il movimento "Identità liberale" e aderisce al Partito Liberale Italiano. Resta eurodeputato fino al 1999.

## Opere
- Politica internazionale e gestione delle crisi, Il Mulino, 1986
- Obiettivo difesa: strategia, direzione politica, comando operativo, Il Mulino, 1986
- La difesa europea. Proposte e sfide, Einaudi , 1990
- La condizione giovanile nel servizio di leva, Gangemi, 1991
- Paura di vincere. L'Occidente tra guerra e pace alle soglie del Duemila, Rizzoli, 1995